# Nissan Patrol
O Patrol é um veículo fabricado pela Nissan desde de 1951. O carro é comercializado principalmente no Irã, Austrália, Nova Zelândia, América Central, América do Sul, África do Sul, Europa Ocidental, Brunei e Filipinas.
É um concorrente direto com o Toyota Land Cruiser. Está disponível em versões 2 portas e 4 portas. Em alguns países é utilizado como veículo militar.
No Estados Unidos e Canadá, este modelo compete no segmento de SUV de luxo e carrega como logo da marca de luxo da Nissan, a Infiniti como modelo QX80.

## Galeria
- Primeira geração (1951-1960)
- Segunda geração (1959-1980)
- Terceira geração (1980-1989)
- Quarta geração (1987-1997)
- Quinta geração (1997-2016)
- Sexta geração (2010-presente)